# Seňa
Seňa (allemand : Schena, hongrois : Abaújszina) est un village de Slovaquie situé dans la région de Košice.

## Histoire
Première mention écrite du village en 1249.
Jusqu'au Traité du Trianon de 1920, le village s'appelait Abaújszina et faisait partie du comitat d'Abaúj-Torna.
La localité fut annexée par la Hongrie après le premier arbitrage de Vienne le 2 novembre 1938. En 1938, on comptait 1658 habitants dont 78 juifs. Elle faisait partie du district de Košice, en hongrois Kassai járás. Le nom de la localité avant la Seconde Guerre mondiale était Seňa/Szina. Durant la période 1938 -1945, le nom hongrois Abaújszina était d'usage. À la libération, la commune a été réintégrée dans la Tchécoslovaquie reconstituée.

## Démographie

### Évolution de la population
| Année:               | 1994. | 2004.    | 2014.   | 2024.   |
| -------------------- | ----- | -------- | ------- | ------- |
| Nombre de personnes: | 1926  | 2122     | 2095    | 2228    |
| Différence:          |       | +10,17 % | -1,27 % | +6,34 % |

| Année:               | 2023. | 2024.   |
| -------------------- | ----- | ------- |
| Nombre de personnes: | 2212  | 2228    |
| Différence:          |       | +0,72 % |

## Transport
Le village possède une gare sur la ligne de chemin de fer entre Košice et Miskolc.